# Democratisch Sociale Partij
De Democratisch Sociale Partij (Portugees: Partido Democrático Social, afkorting PDS) is een voormalig Braziliaanse conservatieve politieke partij. De partij werd in 1966 onder de naam ARENA (afkorting van Aliança Removadora Social) opgericht en regeerde uitsluitend tijdens de militaire dictatuur in Brazilië toen een tweepartijenstelsel bestaande uit haarzelf en de MDB van kracht was. Het kwam aan de macht na de militaire coup van 1964 en leverde sindsdien vijf presidenten af. Onder het bewind van de eerste drie bouwde de partij een dictatoriaal regime op, waarna onder het bewind van Ernesto Geisel en vervolgens João Figueiredo langzamerhand tot een politieke liberalisering kwam. Nadat het tweepartijenstelsel door laatstgenoemde in 1980 werd afgeschaft ging ARENA verder onder de naam Partido Democrático Social. Wegens onenigheid binnen de partij omtrent de opvolging van Figueiredo richtte dissidenten de Partij van het Liberale Front op. Nadien dong PDS tevergeefs naar het presidentschap, maar leverde daarentegen in enkele staten gouverneurs op. In 1993 fuseerde de partij met de PDC waarna het is opgegaan in de PP.